# أحمد آباد مستوفي
احمدآباد مستوفي (بالفارسية: احمدآباد مستوفی) هي معلم جغرافي تقع في قسم احمدآباد مستوفي الريفي (مقاطعة اسلام شهر) في إيران. يقدر عدد سكانها بـ 11,259 نسمة .